# Lista dzieł Edvarda Griega

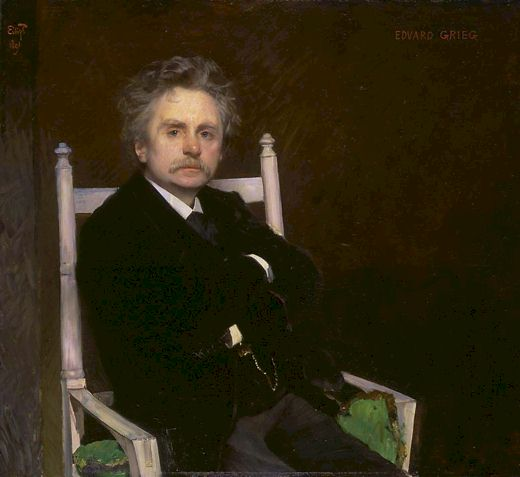
Portret Griega autorstwa Eilifa Peterssena

Lista dzieł Edvarda Griega zawiera dorobek twórczy kompozytora.

## Dzieła orkiestrowe
Zaliczają się tu utwory na orkiestrę, także z towarzyszeniem instrumentu solowego bądź głosu lub chóru, także muzyka do dramatów.
- (b.op.) Symfonia c-moll (1863-1864) (EG 119)
- (b.op.) Marsz żałobny pamięci Rikarda Nordraaka b-moll EG 107 (1866-1867/1878/1899, Sørgemarsj over Rikard Nordraak)
- (b.op.) Pieśni orkiestrowe, instrumentacje bądź aranżacje siedmiu pieśni na głos i fortepian na głos i orkiestrę (1894-1895):
  - Sześć pieśni orkiestrowych EG 177:

  1. Solveigs sang (Pieśń Solwejgi) (sł. Henrik Ibsen, z muzyki do dramatu Peer Gynt op. 23/19)
  2. Solveigs Vuggevise (Kołysanka Solwejgi) (sł. Henrik Ibsen, aranżacja numeru Peer Gynta op. 23/26)
  3. Fra Monte Pincio (Z Monte Pincio) (instrument. op. 39/1, sł. Bjørnstjerne Bjørnson)
  4. En svane (Łabędź) (instrument. op. 25/2, sł. Henrik Ibsen)
  5. Våren (Wiosna) (aranż. op. 33/2, istnieje również aranżacja na orkiestrę smyczkową – op. 34/2, sł. Aasmund Olavsson Vinje)
  6. Henrik Wergeland (instrument. z op. 58/3, sł. John Paulsen)

  - Det første møde, instrument. op. 21/1 (Pierwsze spotkanie, sł. Bjørnstjerne Bjørnson, pieśń prawdopodobnie zinstrumentowana z innymi, ale nieopublikowana za życia Griega; do niedawna nieznana
- op. 11 Jesienią (I Høst, 1865-1866/1887), uwertura koncertowa na wielką orkiestrę symfoniczną, instrumentacja utworu fortepianowego pod tym samym tytułem, pod tym samym numerem opusowym
- op. 16 Koncert fortepianowy a-moll (1868)
- op. 20 Foran Sydens kloster (Przed klasztorem Południa) do sł. Bjørnstjerne Bjørnsona (1871)
- op. 22 Muzyka do dramatu Sigurd Jorsalfar Bjørnstjerne Bjørnsona na tenor, chór i orkiestrę
  - Hornsignaler (Fanfary)

1. Preludium do Aktu I
2. Borghilds Drøm – Intermezzo (Sen Borghildy)
3. Ved Mannjevningen (Przy Mannjevningen)
4. Kvad: Norrønafolket det vil fare – Oda: Lud Północy
5. Hyldningsmarsj (Marsz pochwalny)
6. Interludium I
7. Interludium II
8. Kongekvadet (Oda królewska)

- op. 23 Muzyka do dramatu Peer Gynt Henryka Ibsena na soprany, barytony, chór i orkiestrę (1875/1886?/1892)

1. Preludium do I aktu: I Bryllupsgården (W domu weselnym)
(We wcześniejszej, do tej pory wykonywanej wersji między Preludium a Hallingiem znajdował się Brudefolget drager forbi (Przechodzi orszak weselny), fortepianowy utwór Griega z op. 19, zinstrumentowany przez Bohlmanna)
2. Halling
3. Springdans
4. Preludium do II aktu: Bruderovet – Ingrids Klage (Porwanie narzeczonej – lament Ingrid)
5. Peer Gynt og Sæterjentene (Peer Gynt i pasterki)
6. Peer Gynt og den Grønkledde (Peer Gynt i Kobieta w Zieleni) (We wcześniejszej, do tej pory wykonywanej wersji numer nieobecny)
7. Peer Gynt: „På Ridestellet skal Storfolk kjendes” (Po wierzchowcu można poznać jeźdźca)
8. I Dovregubbens hall – W grocie Króla Gór
9. Dans av Dovregubbens datter – Taniec córki Króla Gór
10. Peer Gynt jages av troll również jako Peer Gynt forfulgt av trollene(Peer Gynt goniony przez trolle)
11. Peer Gynt og Bøygen (Peer Gynt i Wielki Krzywy)
12. Preludium do III aktu – Śmierć Azy (Åses død)
13. Preludium do IV aktu – Poranek (Morgenstemning)
14. Tyven og heleren – Złodziej i paser
15. Arabisk dans – Taniec arabski
16. Anitras dans – Taniec Anitry
17. Peer Gynts serenade – Serenada Peer Gynta
18. Peer Gynt og Anitra (Peer Gynt i Anitra) (We wcześniejszej, do tej pory wykonywanej wersji numer nieobecny)
19. Solveigs Sang – Pieśń Solwejgi
20. Peer Gynt ved Memnonstøtten (Peer Gynt przy posągu Memnona)
21. Preludium do V aktu: Peer Gynts hjemfart. Stromfull aften på havet – Powrót Peer Gynta. Burzliwy wieczór na morzu
22. Skipsforliset – Rozbicie statku (We wcześniejszej, do tej pory wykonywanej wersji numer nieobecny)
23. Solveig synger i hytten (Solwejga śpiewa w chacie)
24. Nattscene – Scena nocna
25. Pinsesalme: „Velsignede Morgen” (Pieśń zielonoświątkowa „Błogosławiony poranek”)
26. Solveigs Vuggesang również jako Solveigs Vuggevise (Kołysanka Solwejgi)

- op. 31 Landkjenning (Poznanie kraju, 1872/1881) do sł. Bjørnstjerne Bjørnson) na baryton, chór i orkiestrę symfoniczną
- op. 32 Den Bergtekne (Uprowadzeni w góry) do słów ludowych na baryton, orkiestrę smyczkową i dwie waltornie (1878)
- op. 34 Dwie elegijne melodie na orkiestrę smyczkową (1880)
  - Hjertesår (Zranione serce) instrumentacja 3. pieśni z op. 33 (zatytułowanej Den sårede – Zraniony)
  - Våren (Wiosna – instrumentacja 2. pieśni z op. 33, także wersja na głos i orkiestrę – patrz wyżej)
- op. 40 Suita Z czasów Holberga (Fra Holbergs tid – 1884 wersja fortepianowa, 1885 instrumentacja na orkiestrę smyczkową)
  1. Preludium
  2. Sarabanda
  3. Gawot
  4. Aria
  5. Rigaudon
- op. 42 Melodramat Bergliot (sł. Bjørnstjerne Bjørnson) na baryton i orkiestrę (1871/1885)
- op. 46 I Suita Peer Gynt (1888) z op. 23
  1. Poranek (Morgenstemning)
  2. Śmierć Azy (Åses Dod)
  3. Taniec Anitry (Anitras dans)
  4. W grocie Króla Gór (I Dovregubbens hall)
- op. 50 Sceny z „Olava Trygvasona”, pozostałości projektowanej opery do libretta Bjørnstjerne Bjørnson (1873/1888) na sopran, alt, baryton, chór i orkiestrę; zob. Olaf I Tryggvason
- op. 51 Staronorweski romans z wariacjami, instrumentacja (1900-1903?/1906?) utworu na dwa fortepiany pod tym samym tytułem (1890)
- op. 53 Dwie melodie na orkiestrę smyczkową (1890)
  1. Norsk (Melodia norweska, instr. pieśni z op. 33 nr 12 z 1880 r.)
  2. Det første Møte (lub Møde, Pierwsze spotkanie, instr. pieśni z op. 21 nr 1 z 1870 r.)
- op. 54 Suita liryczna (1904) – instrumentacja pięciu z sześciu utworów z Utworów lirycznych na fortepian op. 54 (1891)
  1. Pasterz (Gjætergut, instrumentacja Griega)
  2. Dźwięk dzwonów (Klokkeklang) (instrumentacja – Anton Seidl)
  3. Marsz norweski '(Gangar) (instrumentacja – Seidl/Grieg)
  4. Nokturn (instrum. – Seidl/Grieg)
  5. Marsz trolli (Troldtog) (instrum. – Seidl/Grieg)
- op. 55 II Suita Peer Gynt (1892) z op. 23
  1. Porwanie narzeczonej; Lament Ingrid (Bruderovet; Ingrids klage)
  2. Taniec arabski (Arabisk dans)
  3. Powrót Peer Gynta (Peer Gynts hjemfart)
  4. Pieśń Solvejgi (Solveigs sang)
- op. 56 Trzy utwory orkiestrowe (lub: Suita) z „Sigurda Jorsalfara” (1892), suita z op. 22 (1872)
  1. Preludium: Ved Mannjevningen/mandjaevningen
  2. Intermezzo: Borghilds Drøm
  3. Hyldningsmarsj (Marsz pochwalny)
- op. 63 Dwie melodie nordyckie (1895) opracowanie dwóch utworów fortepianowych z op. 17 (1869) na orkiestrę smyczkową
  1. Pieśń ludowa (Kulokk)
  2. Krowie dzwonki i Taniec wiejski (Stabbelåten)

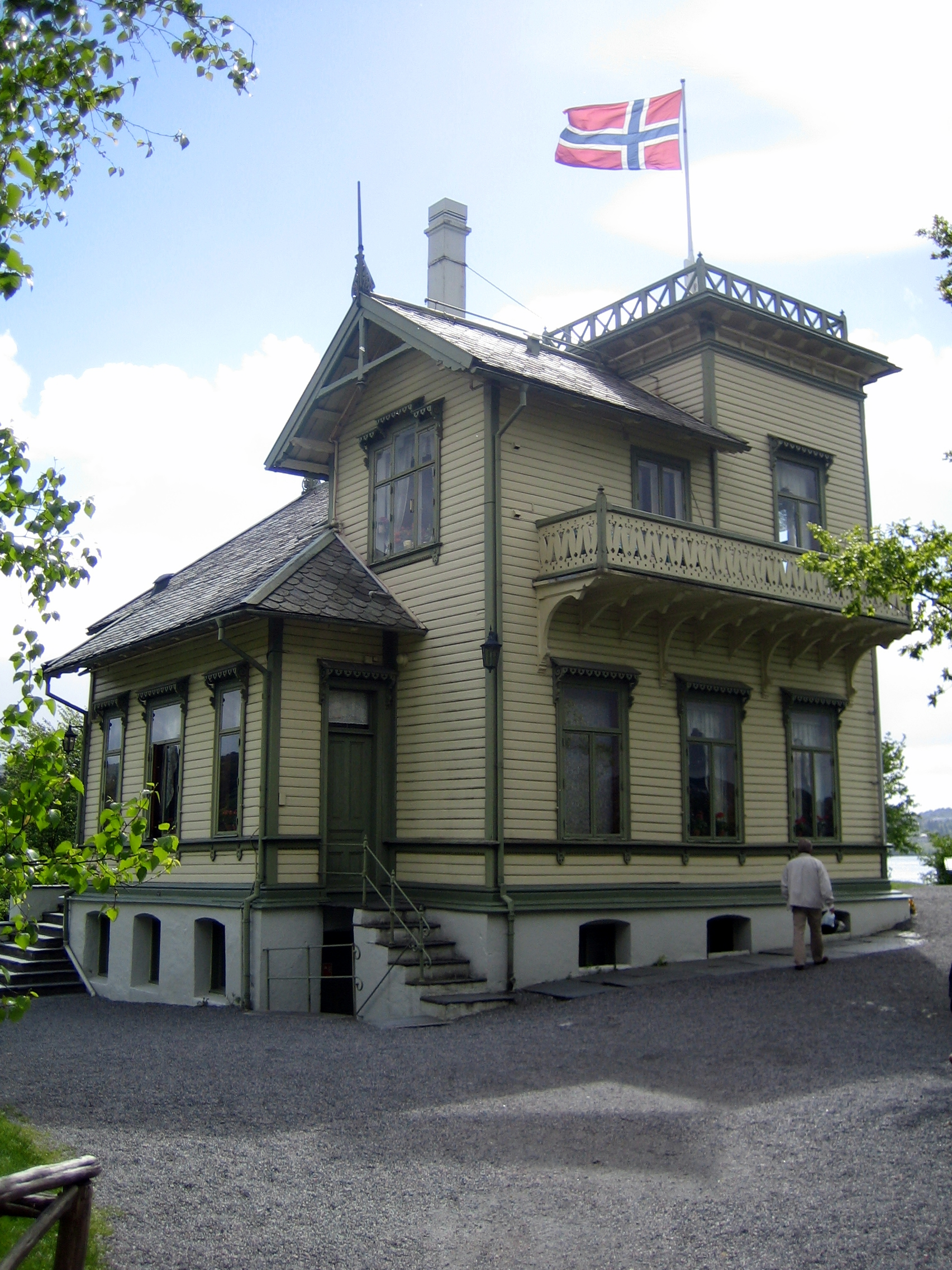
Dom kompozytora w Troldhaugen

- op. 64 Tańce symfoniczne (1896-1898)
  1. Allegro moderato e marcato
  2. Allegretto grazioso
  3. Allegro giocoso
  4. Andante: Allegro molto e risoluto
- z op. 65 (instrumentacja) Wesele w Troldhaugen (Bryllupsdag på Troldhaugen),
- op. 68 Dwa utwory liryczne (1898, instrumentacja 1899 dwóch utworów z fortepianowych Utworów lirycznych op.68)
  1. Wieczór w górach
  2. Przy kołysce

## Utwory na chór męskia cappella
- op. 30 Album for Mannsang (również jako Album for mandsang), (1877-1878, 8. i 9. sł. Hans Adolph Brorson; opracowanie norweskich pieśni ludowych ze zbioru Ludviga Mathiasa Lindemana)
  1. Jeg lagde mig så sildig (Jakże późno się położyłem)
  2. Bådn-låt
  3. Torö liti
  4. Kvålins halling
  5. Dæ æ den største Dårligheit (Oto największa głupota)
  6. Går e ut ein Kveld (Wieczorny spacer?) lub Halling
  7. Han Ole (Ten Ole)
  8. Halling
  9. Deiligste blandt Kvinder (Najpiękniejsze wśród kobiet)
  10. Den store, hvide Flok (Wielkie białe stado)
  11. Fantegutten (Ubogi chłopiec)
  12. Rötnams Knut
- op. 74 Cztery psalmy (Fire salmer, ostatnie opusowane dzieło Griega)
  1. Hvad est du dog skjøn (Jakże jesteś piękny, sł. H. Brorson)
  2. Guds Søn har gjordt meg fri (Boży Syn uczynił mnie wolnym, sł. H. Brorson)
  3. Jesus Kristus er opfaren (Jezus Chrystus jest wzburzony, sł. H. Tomissøn)
  4. I Himmelen (W niebie) (sł. L. Laurenti)
- inne, nieopusowane pieśni i kantaty na chór męski, m.in. Kantata na odsłonięcie pomnika Holberga

## Utwory kameralne
- op. 8 Sonata F-dur na skrzypce i fortepian
- op. 13 II Sonata G-dur na skrzypce i fortepian
- op. 27 Kwartet smyczkowy g-moll
- op. 36 Sonata a-moll na wiolonczelę i fortepian
- op. 45 III Sonata c-moll na skrzypce i fortepian

## Pieśni na głos i fortepian
(teksty pieśni dostępne w: www.recmusic.org)
- op. 2 Cztery pieśni (sanger[1]) na alt (1861)
  1. Die Müllerin (Młynarka, Adelbert von Chamisso)
  2. Eingehüllt in grauen Wolken (Heinrich Heine)
  3. Ich stand in dunkeln Traümen (Heinrich Heine)
  4. Was soll ich sagen? (Cóż mam powiedzieć?, Adelbert von Chamisso)
- op. 4 Seks digte (Sześć pieśni), dosł. Sześć wierszy (digte[1]) na alt (1861)
  1. Den Forældreløse/Die Waise (Sierota, Adelbert von Chamisso)
  2. Morgendugg/Morgentau (Poranna rosa, Adelbert von Chamisso)
  3. Afsked/Abschied (Pożeganie, Heinrich Heine)
  4. Jagersang/Jägerlied (Pieśń myśliwska, Ludwig Uhland)
  5. Den gamle vise/Das alte Lied (Stara pieśń, Heinrich Heine)
  6. Hvor er de nu/Wo sind sie hin? (Gdzież oni teraz są?, Heinrich Heine)
- op. 5 Hjertets Melodier (Melodie serca, 1864–1865, sł. H.C. Andersen)
  1. To brune Øjne (Dwoje brązowych oczu)
  2. Du fatter ej Bølgernes evige Gang (Nie pojmiesz wiecznego ruchu fal?) – także jako utwór fortepianowy op. 52/3
  3. Jeg elsker Dig (Kocham cię)- także jako utwór fortepianowy op. 41/3
  4. Min Tanke er et mægtigt Fjeld (Moja myśl to potężna góra)
- op. 9 Romancer og Ballader (Romanse i ballady, sł. Peter Andreas Munch)
  1. Harpen (Harfa, 1866)
  2. Vuggesang (Kołysanka, 1866) – także jako utwór fortepianowy op. 41/1
  3. Solnedgang (Zachód słońca, 1863)
  4. Udfarten (Odjazd, 1866)
- op. 10 Fire Romancer (Cztery romanse, 1864, sł. Christian Winther)
  1. Taksigelse (Podziękowanie)
  2. Skovsang (Pieśń leśna)
  3. Blomsterne tale (Kwiecista mowa)
  4. Sang paa fjelder (Pieśń w górach)
- op. 15 Romanse
  1. Margretes Vuggesang (Kołysanka Małgorzaty) z „Kongsemnerne” (Pretendentów do tronu) 1868, Henrik Ibsen – także jako utwór fortepianowy op. 41/2
  2. Kjærlighed (Miłość, 1864, H.C. Andersen) – także jako utwór fortepianowy op. 52/5
  3. Langelandsk folkemelodi (Melodia ludowa z Langeland, 1864, H.C. Andersen)
  4. Modersorg (Matczyne zmartwienie, 1868, Christian Richardt(inne języki)) – także jako utwór fortepianowy op. 52/1
- op. 18 Romancer og Sange (Romanse i pieśni, 1869 oprócz pieśni 4., sł. H.C. Andersen oprócz pieśni 4., 6. i 9.)
  1. Vandring i skoven (Spacer po lesie)
  2. Hun er saa hvid (Ona jest tak biała) – aranżacja jako utwór fortepianowy op. 41/4
  3. En Digters sidste Sang (Ostatnia pieśń poety)
  4. Efteraarsstormen (Jesienna burza, 1865, sł. Christian Richardt(inne języki)) – częściowo przerobiona na fantazję fortepianową I høst (Jesienią)op. 11, z tego później na uwerturę koncertową na orkiestrę symfoniczną
  5. Poesien (Poezja)
  6. Ungbirken (Jørgen Moe)
  7. Hytten (Chata)
  8. Rosenknoppen (Różany pączek)
  9. Serenade til Welhaven (Serenada do Welhavena) na baryton i chór męski (Bjørnstjerne Bjørnson)
- op. 21 Fire Dikte fra Fiskerjenten (Cztery pieśni, dosł. Cztery wiersze (digte[1]) z Fiskerjenten (Córka rybaka) (1.-2. 1870, 3.-4. 1872, sł. Bjørnstjerne Bjørnson)
  1. Det første møde (Pierwsze spotkanie)- także jako utwór fortepianowy op. 52/2, jako utwór na orkiestrę smyczkową op. 53/2 oraz pieśń na głos i orkiestrę (b. op.)
  2. God morgen! (Dzień dobry!)
  3. Jeg giver mit digt til våren (Ofiaruję mój wiersz wiośnie) – także jako utwór fortepianowy op. 41/6
  4. Tak for dit råd (Dzięki za twą radę)
- op. 25 Sex Digte (Sześć pieśni, dosł. Sześć wierszy (digte[1]), sł. Henrik Ibsen – tzw. Ibsensangene (Pieśni Ibsena), 1876)
  1. Spillemaend (Grajek)
  2. En Svane (Łabędź) – zinstrumentowana jako jedna z sześciu pieśni orkiestrowych EG 177
  3. Stambogsrim (Rym do sztambucha)
  4. Med en vandlilje (Z lilią wodną)
  5. Borte! (Precz!)
  6. En fuglevise (Pieśń ptaków)
- op. 26 Fem Digte Pięć pieśni, dosł. Pięć wierszy (digte[1]), sł. John Paulsen)
  1. Et håb (Nadzieja)
  2. Jeg reiste en deilig Sommerkvaeld (Odjechałem pewnego pięknego letniego wieczora)
  3. Den ærgjerrige (Żądny chwały)
  4. Med en primulaveris (Z prymulką)
  5. På skogstien (Na leśnej ścieżce)
- op. 33 Tolv Melodier (Dwanaście melodii, Aasmund Olavsson Vinje, tzw. Vinjesangene (Pieśni Vinjego), 1880 z wyjątkiem nr 5. i 7.)
  1. Guten (Żyłka)
  2. Våren (Wiosna)
  3. Den Særde (Zraniony)
  4. Tyteberet (Żurawina)
  5. Langs ei Å (1877)
  6. Eit Syn (Widok)
  7. Gamle Mor (Stara matka, 1873)
  8. Det Første (Pierwszy)
  9. Ved Rundarne (Przy Rondane)
  10. Et Vennestykke (Kawałek dla przyjaciela?)
  11. Trudom (Wiara)
  12. Fyremål (Ogień)
- op. 39 Romancer (ældre og nyere) (Romanse stare i nowsze)
  1. Fra Monte Pincio (Z Monte Picino), zinstrumentowana jako jedna z sześciu pieśni orkiestrowych EG 177 (Bjornstjerne Bjornson, 1870)
  2. Dulgt Kjærlighed (Zaborcza miłość, 1873, Bjornstjerne Bjornson)
  3. I Liden højt deroppe (Tam na wysokości?, 1884, Jonas Lie)
  4. Millom roser (Kristoffer Janson, 1869)
  5. Ved en ung Hustrus Båre (Przy trumnie młodej gospodyni, 1873, Olaf Peder Monrad)
  6. Hører jeg Sangen klinge (Czy słyszę dźwięk pieśni, 1884, Nordahl Rolfsen według Heinego)
- op. 44 Reiseminder fra Fjeld og Fjord (Wspomnienia z podróży po górach i fiordach, 1886, Holger Drachmann)
  1. Prolog
  2. Johanne
  3. Ragnhild
  4. Ingebjørg
  5. Ragna
  6. Epilog
- op. 48 Seks Sange (Sześć pieśni) (lieder/sanger[1] w tłum. Rolfsena, 1889)
  1. Gruß / Hilsen (Pozdrowienie, Heinrich Heine)
  2. Dereinst, Gedanke mein / Jeg ved, min Tanke, ved (Wiem, moja myśli, wiem, Emanuel Geibel)
  3. Lauf der Welt / Verdens Gang (Bieg świata, Ludwig Uhland)
  4. Die verschwiegene Nachtigall / Nattergalen (Słowik, Goethe)
  5. Zur Rosenzeit / I Rosentiden (W czasie róż, Goethe)
  6. Ein Traum / En Drøm (Marzenie, Friedrich von Bodenstedt)
- op. 49 Seks Dikte (Sześć pieśni), dosł. Sześć wierszy (gedichte[1], Holger Drachmann, 1889)
  1. Saa du Knøsen, som strøg forbi (Czy widziałeś mocarza, co przemknął obok)
  2. Vug, o Vove (Kołysz kołysko?)
  3. Vær hilset, I Damer (Bądźcie pozdrowione, Panie)
  4. Nu er Aftnen lys og lang (Teraz wieczór jest jasny i długi)
  5. Jule-Sne (Bożonarodzeniowy śnieg)
  6. Foraarsregn (Wiosenny deszcz)
- op. 58 Norge (Norwegia, John Paulsen, 1894)
  1. Hjemkomst (Powrót do domu)
  2. Til Norge (Do Norwegii)
  3. Henrik Wergeland – zinstrumentowana jako jedna z sześciu pieśni orkiestrowych EG 177
  4. Turisten (Turysta)
  5. Udvandreren (Emigrant)
- op. 59 Elegiske Digte (Elegijne pieśni, John Paulsen, 1894)
  1. Når jeg vil dø (Kiedy zechcę umrzeć)
  2. Pa Norges nøgne fjelde (Na nagich szczytach Norwegii)
  3. Til en I (Do jednej / Do jednego I)
  4. Til en II (Do jednej / Do jednego II)
  5. Farvel (Pożegnanie)
  6. Nu hviler du i jorden (Teraz spoczywasz w ziemi)
- op. 60 Digte (Pieśni, sł. Vilhelm Krag, 1894)
  1. Liden Kirsten (Mała Kirsten)
  2. Moderen synger (Matka śpiewa, według Heine)
  3. Mens jeg venter (Kiedy czekam)
  4. Der skreg en Fugl(Tam krzyknął ptak)
  5. Og jeg vil ha mig en Hjertenskjær (Chcę mieć kogoś do kochania)
- op. 61 Barnlige Sange (Pieśni dziecięce, 1895)
  1. Havet (Morze, Nordahl Rolfsen)
  2. Sang til juletræet (Pieśń do choinki, Johan Krohn)
  3. Lok (Lokomotywa, Bjørnstjerne Bjørnson)
  4. Fiskervise (Pieśń rybaka, Petter Dass)
  5. Kveldsang for Blakken (Wieczorna pieśń dla???, Rolfsen)
  6. De norske fjelde (Norweskie góry, Rolfsen)
  7. Fædrelands-Salme (Psalm do ojczyzny, Nordahl Rolfsen według Johana Ludviga Runeberga)
- op. 67 Cykl pieśni Haugtussa (Haugtussa – w norweskich wierzeniach ludowych istota żyjąca pod ziemią, rodzaj skrzata, trolla – sł. Arne Garborg, 1895-98)
  1. Det syng (Śpiew)
  2. Veslemøy (Małe dziewczę)
  3. Blåbærli (Jagodowe wzgórze)
  4. Møte (Spotkanie)
  5. Elsk (Miłowanie)
  6. Killingdans (Kozi taniec?)
  7. Vond Dag (Bolesny dzień)
  8. Ved Gjætle-Bekken (Przy strumieniu Gjætle?)
- op. 69 Fem Digte (Pięć pieśni), dosł. Pięć wierszy (Otto Benzon)
  1. Der gynger en Båd på Bølge (Kołysze się łódka na fali)
  2. Til min Dreng (Do mojego pachołka)
  3. Ved Moders Grav (Przy matczynym grobie)
  4. Snegl, Snegl! (Ślimak, ślimak!)
  5. Drømme (Marzenie)
- op. 70 Pięć pieśni (digte, sł. Otto Benzon, 1900)
  1. Eros
  2. Jeg lever et Liv i Længsel (Życie wiodę w tęsknocie)
  3. Lys nat (Jasna noc)
  4. Se dig for (Ujrzeć cię?)
  5. Digtervise (Pieśni poety)

## Utwory fortepianowe
- Op. 1 Cztery utwory fortepianowe (1861)
  1. Allegro con leggerezza
  2. Non allegro e molto espressivo
  3. Mazurka
  4. Allegro con moto
- Op. 3 Sześć obrazów poetyckich (1863)
  1. Allegro ma non troppo
  2. Allegro cantabile
  3. Con moto
  4. Andante con sentimento
  5. Allegro moderato
  6. Allegro scherzando
- Op. 6 Humoreski (1865)
  1. Tempo di valse
  2. Tempo di minuetto ed energico
  3. Allegretto con grazia
  4. Allegro alla burla
- Op. 7 Sonata e-moll (1865)
- Op. 12 Utwory liryczne (Lyriske stykker), zeszyt I (1864-1867)
  1. Arietta
  2. Vals
  3. Vægtersang
  4. Elverdans
  5. Folkevise
  6. Norsk
  7. Stambogsblad
  8. Fædrelandssang
- op. 14 Dwa symfoniczne utwory – Adagio i Scherzo z Symfonii c-moll na 4 ręce (1864)
  1. Adagio cantabile
  2. Allegro energico
- Op. 17 25 norweskich melodii ludowych i tańców (25 norske folkeviser og danser, 1869)
  1. Springdans
  2. Ungersvenden han bad sin pige
  3. Springdans
  4. Niels Tallefjorn den kaute karen
  5. Jölstring
  6. Brulåt (?)
  7. Halling
  8. Aa grisen hadde eit tryne
  9. Naar mit öie
  10. Aa Ole engang i sinde / Friervise
  11. På Dovrefjeld i Norge / Kjempevise
  12. Solfager og Ormekongen
  13. Reiseslaatt
  14. Jeg sjunger med sorrigfuldt hjerte
  15. Den sidste laurdags kvelden
  16. Je veit ei lita jente
  17. Aa kleggen han sa no te flugga si / Kleggen og fluga
  18. Stabbe-Låten
  19. Hölje Dale
  20. Halling
  21. Sæbygga
  22. lokka me over den myra / Kulokk
  23. Saag du nokke te kjæringa mi
  24. Brulåten
  25. Rabnabryllaup i Kraakeland
- Op. 19 Obrazki z życia wiejskiego (Folkelivsbilder, 1871)
  1. Fjeldslåt
  2. Brudefølget drager forbi – wykorzystany w muzyce scenicznej Peer Gynt op. 23 w instrumentacji Bohlemanna
  3. Fra Karnevalet
- Op. 24 Ballade g-moll (1876)
- Op. 28 4 kartki z albumu
  1. Allegro con moto (As-dur)
  2. Allegretto espressivo (F-dur)
  3. Vivace (A-dur)
  4. Andantino serioso (cis-moll)
- Op. 29 Improvisata over to norske folkeviser
  1. Guten og gjenta på fjøshellen – Andante
  2. Dæ var eigong en Kungje – Allegretto con moto

- Op. 35 Cztery norweskie tańce na 4 ręce (1880)
  1. Allegretto marcato
  2. Allegretto tranquillo e grazioso
  3. Allegro moderato alla marcia
  4. Allegro molto

- Op. 37 Walce-kaprysy na 4 ręce (1883)
  1. Tempo di Valse moderato cis-moll
  2. Tempo di Valse e-moll
- Op. 38 Utwory liryczne, zeszyt II
  1. Kołysanka (Vuggevise)
  2. Melodia ludowa (Folkevise)
  3. Melodia
  4. Halling
  5. Springdans
  6. Elegia
  7. Walc
  8. Kanon

- Op. 41 Utwory fortepianowe według własnych pieśni (Klaverstykker etter egne sanger)
  1. Vuggesang
  2. Liden Håkon
  3. Jeg elsker dig
  4. Hun er saa hvid
  5. Prinsessen
  6. Jeg giver mit digt til våren
- Op. 43 Utwory liryczne, zeszyt III
  1. Sommerfugl
  2. Ensom vandrer
  3. I Hjemmet
  4. Liden Fugl
  5. Erotik
  6. Til Foråret
- Op. 47 Utwory liryczne, zeszyt IV
  1. Valse-Impromptu
  2. Albumblad
  3. Melodie
  4. Halling
  5. Melankoli
  6. Springdans
  7. Elegie
- Op. 51 Gammel norsk melodi med variasjoner
- Op. 52 Utwory fortepianowe według własnych pieśni (Klaverstykker etter egne sanger)
  1. Modersorg
  2. Det første møte
  3. Du fatter ei Bølgernes evige Gang
  4. Solveigs sang
  5. Kjærlighed
  6. Du gamle Mor
- Op. 54 Utwory liryczne, zeszyt V
  1. Gjætergut
  2. Gangar
  3. Troldtog
  4. Notturno
  5. Scherzo
  6. Klokkeklang
- Op. 57 Utwory liryczne, zeszyt VI
  1. Svundne Dage
  2. Gade
  3. Illusion
  4. Hemmelighed
  5. Hun danser
  6. Hjemve
- Op. 62 Utwory liryczne, zeszyt VII
  1. Sylphe
  2. Takk
  3. Fransk Serenade
  4. Bækken
  5. Drømmesyn
  6. Hjemad
- Op. 63 Zwei nordische Weisen
  1. Im Volkston
  2. Kuhreigen und Bauerntanz
- Op.65 Utwory liryczne, zeszyt VIII
  1. Fra Ungdomsdagene
  2. Bondens Sang
  3. Tungsind
  4. Salon
  5. I Balladetone
  6. Bryllupsdag på Troldhaugen – także wersja na orkiestrę
- Op. 66 19 norske folkeviser
  1. Kulok
  2. Det er den største Dårlighed
  3. En Konge hersked i Østerland
  4. Siri Dale Visen
  5. Det var i min Ungdom
  6. Lok og bådnlåt
  7. Bådnlåt
  8. Lok
  9. Liten va Guten
  10. Morgo ska du få gifta deg
  11. Det stander to Piger
  12. Ranveig
  13. En liten grå Man
  14. I Ola-dalom, i Ola-Kjønn
  15. Bådnlåt
  16. Ho vesle Astrid vor
  17. Bådnlåt
  18. Jeg går i tusind Tanker
  19. Gjendines Bådnlåt
- Op. 68 Utwory liryczne, zeszyt IX
  1. Matrosernes Opsang
  2. Bestemors menuett
  3. For dine Føtter
  4. Aften på Højfjeldet
  5. Bådnlåt
  6. Valse mélancolique
- Op. 71 Utwory liryczne, zeszyt X
  1. Der var engang
  2. Sommeraften (Sommerkvæld)
  3. Småtrold
  4. Skovstilhed
  5. Halling
  6. Forbi
  7. Efterklang
- Op. 72 Slåtter, według melodii Johana Halvorsena, w wolnym opracowaniu na fortepian (1902-1903)
  1. Giböens Bruremarsch
  2. John Væstafæs Springdans
  3. Bruremarsch fra Telemarken
  4. Haugelåt
  5. Prillaren fra Os Præstegjeld
  6. Gangar
  7. Røtnamsknut
  8. Bruremarsch (efter Møllarguten)
  9. Nils Rekves halling
  10. Knut Luråsens halling I
  11. Knut Luråsens halling II
  12. Springdans (efter Møllarguten)
  13. Håvar Giböens Draum
  14. Tussebrurefæra på Vossevangen
  15. Skuldalsbruri
  16. Kivlemøyerne (Springdans)
  17. Kivlemøyerne (Gangar)
- Op. 73 Stemninger (1901-1905)
  1. Resignation
  2. Scherzo-Impromptu
  3. Nattligt Ridt
  4. Folketone
  5. Studie
  6. Studenternes Serenade
  7. Lualåt